# Arkli
Arkli (sannolikt en på 1500-talet gjord tysk ombildning av det franska artillerie), ursprungligen benämning på ett förvaringsrum för bågar och armborst, sedermera för vapen och krigsförråd i allmänhet. På Gustav Vasas och hans söners tid skilde man mellan "Stora arkliet", som omfattade alla tunga eldvapen med tillhörande ammunition, och "Lilla arkliet", eller förrådet av handvapen med vad därtill hörde. Arkliet stod under vård av arklimästare, varav fanns fält-, fästnings- och skeppsarklimästare. I mitten av 1500-talet tillkom en överstearklimästare, senare kallad rikstygmästare.
Inom örlogsflottan betecknade arkli i äldre tid aktersta delen av ett linjeskepps understa kanondäck eller batteri. En underofficer av lägsta graden vid svenska örlogsflottans artilleristat kallades förr arklimästare.